# Speciale sessie van de Algemene Vergadering van de Verenigde Naties

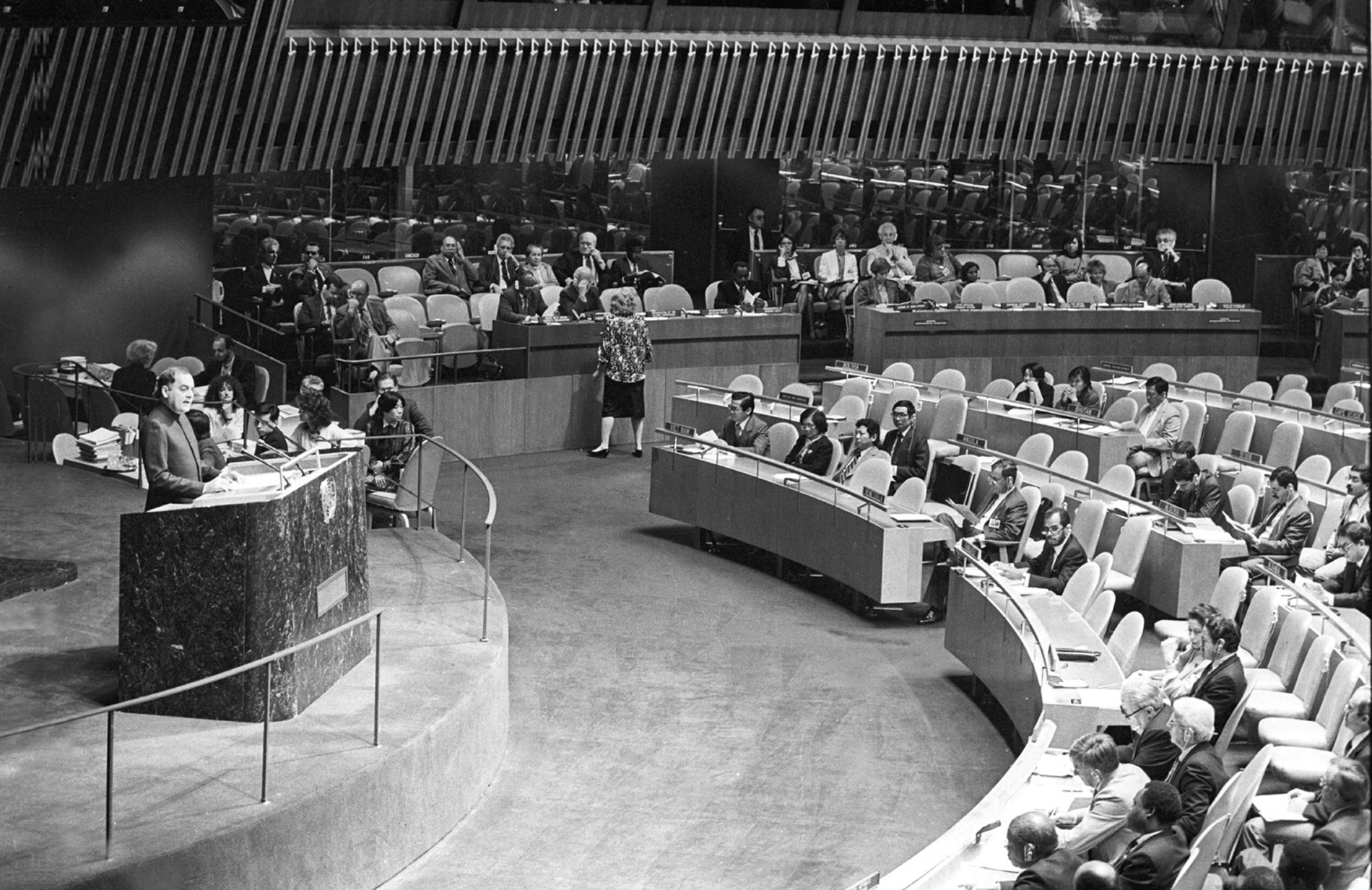
Premier Rajiv Gandhi van India spreekt de speciale sessie inzake ontwapening toe in juni 1988.

Een speciale sessie van de Algemene Vergadering van de Verenigde Naties wordt ingelast om bij gelegenheid een specifiek onderwerp te behandelen.

## Achtergrond
Het Handvest van de Verenigde Naties bepaalt dat de Algemene Vergadering jaarlijks bijeenkomt voor een reguliere sessie. Op vraag van de Veiligheidsraad of een meerderheid van de lidstaten kan er ook een speciale sessie bijeen worden geroepen. Net als de jaarlijkse sessies worden ook deze speciale sessies oplopend genummerd.
Een speciale sessie behandelt één specifieke kwestie en wordt doorgaans binnen enkele dagen afgehandeld. Ze worden vaak op hoog niveau gehouden, met deelname van staatshoofden, regeringsleiders en ministers. 
Een speciale sessie kan haar eigen voorzitter verkiezen, maar gewoonlijk is dat de voorzitter van de lopende jaarlijkse sessie. De sessie eindigt gewoonlijk met een of twee documenten, zoals een verklaring, actieplan of strategie.
Naast speciale sessies kunnen ook ongeplande speciale spoedsessies ingelegd worden.

## Speciale sessies
| #   | datum                         | onderwerp | gevraagd door                            |
| --- | ----------------------------- | --- | ---------------------------------------- |
| 1e  | 28 april–15 mei 1947          | Palestina (Mandaatgebied Palestina) | Verenigd Koninkrijk                      |
| 2e  | 16 april–14 mei 1948          | Palestina (Arabisch-Israëlische Oorlog) | Algemene Vergadering                     |
| 3e  | 21–25 augustus 1961           | Tunesië (Bizertecrisis) | 38 vooral Afrikaanse en Arabische landen |
| 4e  | 14 mei–27 juni 1963           | financiële situatie van de VN | Algemene Vergadering                     |
| 5e  | 21 april–13 juni 1967         | (Mandaatgebied) Zuidwest-Afrika (Namibië) | Algemene Vergadering                     |
| 6e  | 9 april–2 mei 1974            | grondstoffen en ontwikkeling (nieuwe internationale economische orde)                                                                                   | Algerije                                 |
| 7e  | 1–16 september 1975           | ontwikkeling en internationale economische samenwerking                                                                                                 | Algemene Vergadering                     |
| 8e  | 20–21 april 1978              | financiering van de vredesmacht in Libanon | Algemene Vergadering                     |
| 9e  | 24 april–3 mei 1978           | Namibië (Mandaatgebied Zuidwest-Afrika) | Algemene Vergadering                     |
| 10e | 23 mei–30 juni 1978           | ontwapening | Algemene Vergadering                     |
| 11e | 25 augustus–15 september 1980 | nieuwe internationale economische orde | Algemene Vergadering                     |
| 12e | 7 juni–10 juli 1982           | ontwapening | Algemene Vergadering                     |
| 13e | 27 mei–1 juni 1986            | (armoede in) Afrika | Algemene Vergadering                     |
| 14e | 17–20 september 1986          | Namibië (Mandaatgebied Zuidwest-Afrika) | Algemene Vergadering                     |
| 15e | 31 mei–25 juni 1988           | ontwapening | Algemene Vergadering                     |
| 16e | 12–14 december 1989           | apartheid | Algemene Vergadering                     |
| 17e | 20–23 februari 1990           | drugsmisbruik | Algemene Vergadering                     |
| 18e | 23–27 april 1990              | internationale economische samenwerking (economische groei en ontwikkeling van ontwikkelingslanden)                                                     | Algemene Vergadering                     |
| 19e | 23–27 juni 1997               | Top van de Aarde + 5 (beoordeling na 5 jaar) | Algemene Vergadering                     |
| 20e | 8–10 juni 1998                | wereldwijd drugsprobleem | Algemene Vergadering                     |
| 21e | 30 juni–2 juli 1999           | bevolking en ontwikkeling (uitvoering van het actieprogramma van de wereldbevolkingsconferentie)                                                        | Algemene Vergadering                     |
| 22e | 27–28 september 1999          | Small Island Developing States | Algemene Vergadering                     |
| 23e | 5–9 juni 2000                 | gendergelijkheid, ontwikkeling en vrede voor de 21e eeuw (beoordeling 5 jaar na de Wereldvrouwenconferentie in Peking)                                  | Algemene Vergadering                     |
| 24e | 26–30 juni 2000               | sociale ontwikkeling (beoordeling 5 jaar na de Wereldtop voor sociale ontwikkeling in Kopenhagen)                                                       | Algemene Vergadering                     |
| 25e | 6–8 juni 2001                 | uitvoering van het resultaat van de VN-conferentie inzake menselijke nederzettingen (Habitat II)                                                        | Algemene Vergadering                     |
| 26e | 25–27 juni 2001               | het hiv/aids-probleem in al zijn aspecten | Algemene Vergadering                     |
| 27e | 8–10 mei 2002                 | Wereldtop voor kinderen (beoordeling van de uitvoering van het actieplan voor de overleving, bescherming en ontwikkeling van kinderen in de jaren 1990) | Algemene Vergadering                     |
| 28e | 24 januari 2005               | herdenking 60 jaar na de bevrijding van de naziconcentratiekampen                                                                                       | Algemene Vergadering                     |
| 29e | 22 september 2014             | opvolging van het actieprogramma van de wereldbevolkingsconferentie na 2014                                                                             | Algemene Vergadering                     |
| 30e | 19–21 april 2016              | wereldwijd drugsprobleem | Algemene Vergadering                     |
| 31e | 3–4 december 2020             | coronavirus 2019 (COVID-19) | Algemene Vergadering                     |
| 32e | 2–4 juni 2021                 | uitdagingen en maatregelen om corruptie te voorkomen en bestrijden en het versterken van internationale samenwerking                                    | Algemene Vergadering                     |